# Ясиновская, Вера Степановна
Вера Степановна Ясиновская (26 апреля 1917, Ясиновка, Острогожский уезд, Воронежская губерния — 18 мая 1998, посёлок совхоза «Опыт», Подгоренский район, Воронежская область) — советская свинарка совхоза «Опыт» Подгоренского района Воронежской области.

## Биография
Родилась 26 апреля 1917 года на хуторе Ясиновка (ныне — Ольховатского района Воронежской области) в крестьянской семье. По национальности русская.
В 1933 году начала трудовую деятельность в качестве свинарки в совхозе «Опыт» Подгоренского района той же области. Проработала в этом хозяйстве более 35 лет, до выхода на пенсию. Считала, что главные условия успеха в работе каждого свиновода — заботливый уход за маточным поголовьем и поросятами, строгое соблюдение рациона кормления и распорядка дня, выполнения всех зоотехнических и ветеринарных требований. На все это и опиралась она в своем повседневном труде. Её не без основания называли в совхозе мастером выращивания молодняка. Только в 1966 году бригада Г. Л. Быцаня, в которой трудилась Ясиновская, вырастила свыше 9 тысяч поросят.
Указом Президиума Верховного Совета СССР от 22 марта 1966 года за достигнутые успехи в развитии животноводства, увеличении производства и заготовок мяса, молока, яиц, шерсти и другой продукции Ясиновской Вере Степановне присвоено звание Героя Социалистического Труда с вручением ордена Ленина и золотой медали «Серп и Молот».
Она часто встречалась с учащимися своей и ряда других школ района, рассказывала о развитии животноводства, об укреплении экономики родного хозяйства, После ухода на заслуженный отдых делилась своим опытом работы, давала полезные советы молодым свинаркам, обучила профессии многих замечательных тружеников.
Скончалась 18 февраля 1998 года в посёлке совхоза «Опыт».

## Награды
Награждена орденом Ленина, медалями.